# طوماس كلارك (سياسي أمريكي)
طوماس كلارك (بالإنجليزية: Thomas Clark)‏ هو سياسي أمريكي، ولد في 13 يوليو 1926 في سان دييغو في الولايات المتحدة.